# Ilovača
 Ovo je glavno značenje pojma Ilovača. Za druga značenja pogledajte Ilovača (razdvojba).
Ilovača je vrsta tla koja se sastoji od pijeska, mulja i gline. Ilovasto tlo najčešće sadrži više hranjivih tvari i humusa nego pjeskovito, ima bolju propusnost i protočnost od muljevitog i pogodnije je za obrađivanje od glinenog tla.
Ilovača se smatra idealnom za vrtlarstvo i zemljoradnju jer dobro zadržava hranjive tvari i dovoljne količine vlage, uz istovremeno dopuštanje slobodnog protoka vode. Ovo tlo se nalazi na većini uspješnih farma u svim dijelovima svijeta poznatima po plodnoj zemllji. Ilovasto tlo je mekano i pogodno je za obradu širokom rasponu vlažnosti. Postoje mnoge različite vrste ilovastog tla od kojih svako ima malo drukčije osobine i s nešto boljom ili slabijom propusnošću od drugih.
Različiti omjer pijeska, mulja i gline daje različita ilovasta tla: pjeskovitu ilovaču, glinenastu ilovaču, pjeskovito glinenastu ilovaču, muljevito glinenastu ilovaču i ilovaču. Tlo na kojemu prevladava jedna, dvije ili tri vrste sitnih čestica može se ponašati poput ilovače ako ima čvrstu zrnastu strukturu poboljšanu visokim sadržajem organskih tvari. Isto tako, tlo koje zadovoljava strukturno određenje ilovače može izgubiti svojstva željene kakvoće ako je stvrdnuto, osiromašeno organskim tvarima ili ako mu je glina glatko raspršena po površini.

## Uporaba za gradnju kuća
Ilovača se može koristiti za gradnju kuća. Graditelji mogu staviti sloj ilovače na unutarnju stranu zidova, što omogućava regulaciju vlage u zraku. Ilovača, pomiješana sa slamom, može se koristiti kao sirovi materijal za gradnju zidova.